# Komitat Hont
Komitat Hont (deutsch auch Honter Gespanschaft; ungarisch Hont(h) vármegye, slowakisch Hontianska župa, lateinisch comitatus Honthensis) war eine Verwaltungseinheit im Nordwesten des Königreichs Ungarn. Verwaltungssitz war zuletzt Ipolyság (Eipelschlag, slowakisch Šahy).
Das Gebiet liegt zu 3/4 in der heutigen Südslowakei und zu 1/4 im nördlichen Ungarn. Der Name Hont wird jetzt als inoffizielle Bezeichnung für dieses Gebiet verwendet.

## Lage

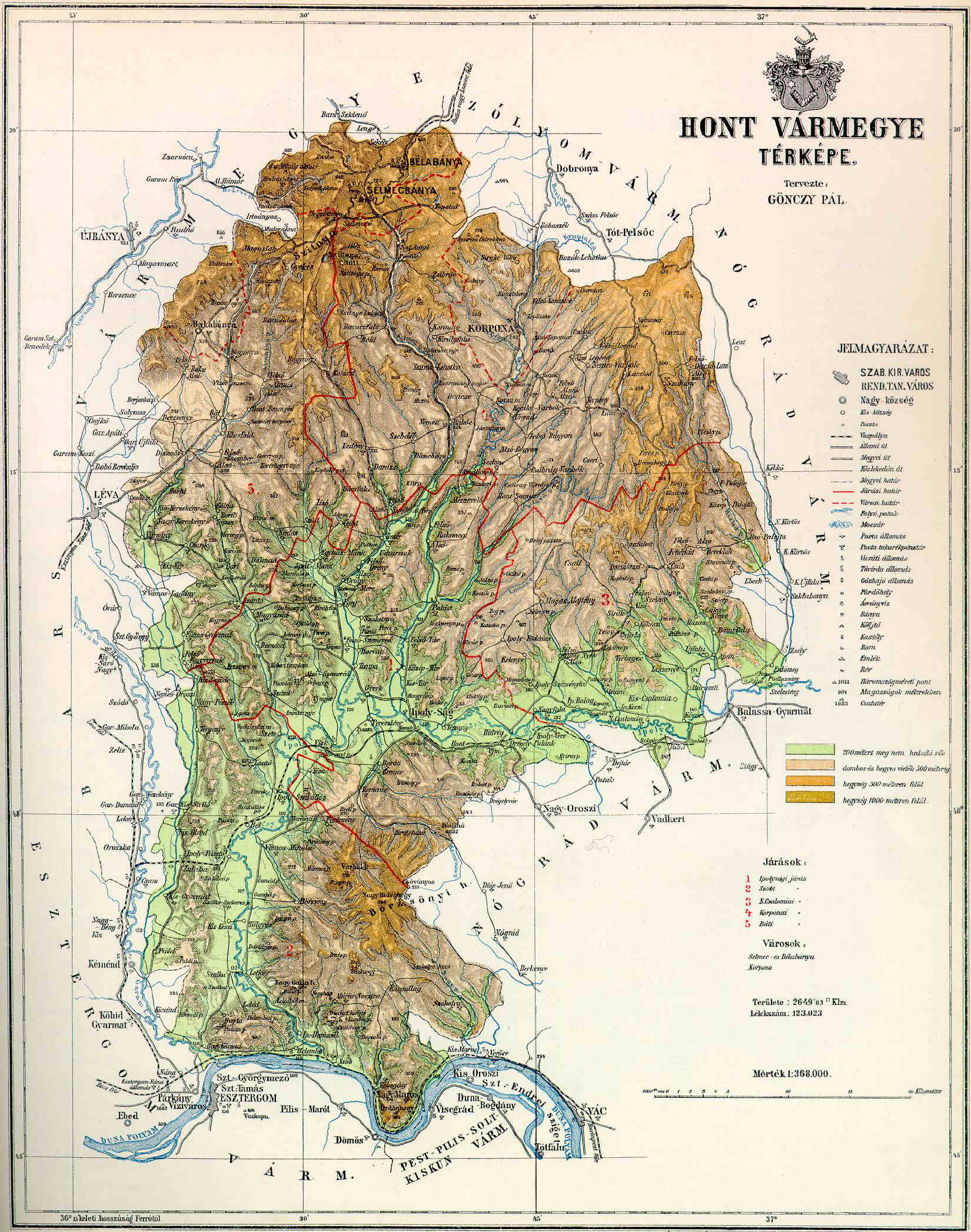
Karte des Komitats Hont um 1890

Das Komitat Hont grenzte im Norden an das Komitat Sohl (Zólyom), im Osten und Südosten an das Komitat Neograd (Nógrád), im östlichen Süden entlang der Donau an das Komitat Pest-Pilis-Solt-Kiskun, im Südwesten an das Komitat Gran (Esztergom) und im Westen und Nordwesten an das Komitat Bars. 
Es lag also ungefähr zwischen der Stadt Selmecbánya (Schemnitz) und der Donau, das Gebiet um die Stadt Korpona (Karpfen) wurde jedoch erst Ende des 19. Jahrhunderts angegliedert. Das Gebiet wurde von den Flüssen Korpona (Karpfenbach) und Ipoly (Eipel) durchflossen und hatte 1910 132.441 Einwohner auf einer Fläche von 2633 km².

## Verwaltungssitze
Ursprünglich war der Verwaltungssitz des Komitates die Burg Hont (im heutigen Ungarn an der Grenze zur Slowakei südöstlich von Šahy gelegen) zusammen mit dem Ort Ipolyhídvég, ab dem 16. Jahrhundert während der türkischen Besetzung gab es keine eigentliche Hauptstadt, und ab dem frühen 19. Jahrhundert wurde Ipolyság (Eipelschlag) zum Verwaltungssitz.

## Geschichte
Das Komitat entstand im 11. Jahrhundert (erster Quellenbeleg 1156) durch Abspaltung aus dem Komitat Neograd (Nógrád). Um das Jahr 1300 kam auch das (nicht angrenzende) Gebiet von Kleinhont (Kishont) hinzu, dieses behielt aber einen Sonderstatus und wurde 1802 (vorübergehend auch schon 1786–1790) Teil des Komitats Gemer und Kleinhont (Gömör és Kishont).
Von 1552 bis 1685 war der Großteil des Komitats entweder direkter Bestandteil des Osmanischen Reiches (und gehörte dort zu einer Verwaltungseinheit, die als Sandschak Neograd/Nógrad bezeichnet wurde) oder war zumindest diesem Reich gegenüber tributpflichtig.
Zur Zeit der Abspaltung von Kleinhont kam es 1802 auch zu kleinen Grenzveränderungen an der Nordgrenze, und im späten 19. Jahrhundert kam das Gebiet um Krupina zum Komitat hinzu.
Ende 1918 wurde größte Teil des Komitats von tschechoslowakischen Truppen besetzt und kam durch den Vertrag von Trianon 1920 zur neu entstandenen Tschechoslowakei. Ein kleiner Teil des Gebietes südöstlich des Ipoly verblieb bei Ungarn.
Der tschechoslowakische Teil bestand bis 1922 als Hontianska župa fort. Aufgrund des Ersten Wiener Schiedsspruchs kam der südliche Teil 1938 erneut zu Ungarn, und der nördliche Teil 1940 bis 1945 zur neu gegründeten Graner Gespanschaft (slowakisch Hronská župa) innerhalb der 1939–1945 eigenständigen Slowakei. Die Grenzen wurden nach dem Ende des Zweiten Weltkriegs 1945 ebenso wie die Tschechoslowakei wiederhergestellt. 
Nach der neuerlichen Spaltung der Tschechoslowakei 1993 kam das Gebiet zur eigenständigen Slowakei und liegt seit 1996 im Neutraer (slowakisch Nitriansky) und im Neusohler Landschaftsverband (slowakisch Banskobystrický kraj).
Das Gebiet des Komitats wurde in der Tschechoslowakei chronologisch wie folgt administrativ eingegliedert:
- 1918–1922: Hontianska župa (Honter Gespanschaft), CS
- 1923–1928: Zvolenská župa ((Alt-)Sohler Gespanschaft) + Nitrianska župa (Neutraer Gespanschaft), CS
- 1928–1939: Slovenská krajina/zem (Slowakisches Land), CS
- 1940–1945: Pohronská župa (Graner Gespanschaft), SK
- 1945–1948: Slovenská krajina (Slowakisches Land), CS
- 1949–1960: Banskobystrický kraj (Neusohler Landschaftsverband) + Nitriansky kraj (Neutraer Landschaftsverband) – nicht mit den heutigen zu verwechseln, CS
- 1960–1990: Západoslovenský kraj (Westslowakischer Landschaftsverband) + Stredoslovenský kraj (Mittelslowakischer Landschaftsverband), CS
- seit 1996: Banskobystrický kraj (Neusohler Landschaftsverband) + Nitriansky kraj (Neutraer Landschaftsverband), SK

Der ungarische Teil von Hont wurde 1924 mit dem Komitat Neograd zum neuen Komitat Nógrád-Hont vereinigt. 1938 bis 1945 wurde es mit Teilen der ehemaligen nun besetzten Komitate Bars und Hont zum Komitat Bars-Hont vereinigt, dessen Hauptstadt Léva wurde. Seit 1950 ist das ungarische Gebiet von Hont unter den heute noch bestehenden Komitaten Pest und Nógrád aufgeteilt.

## Bezirksunterteilung

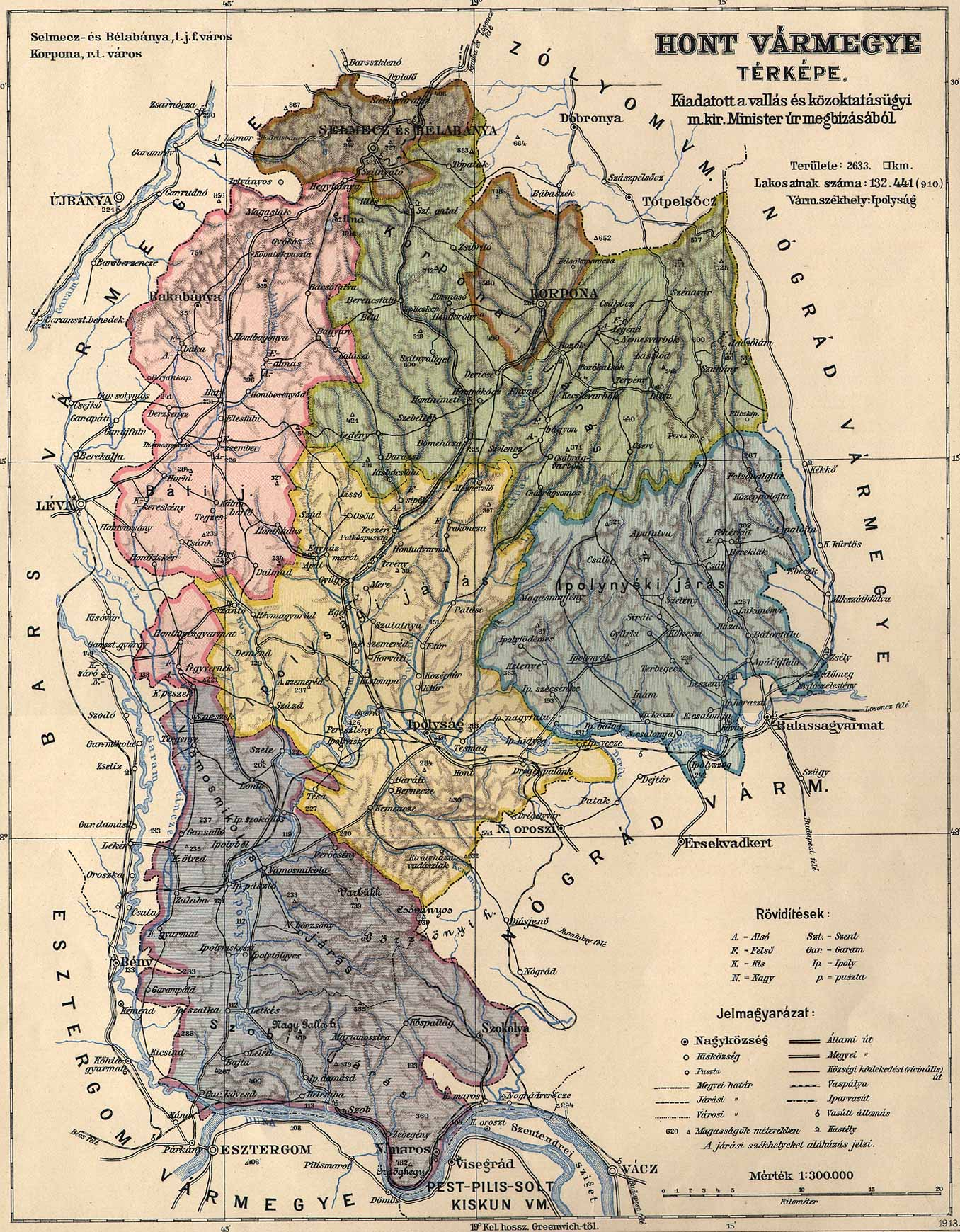
Karte der Stuhlbezirke

Bis 1802 bestand das Komitat aus drei Stuhlbezirken (ungarisch járások, slowakisch slúžnovské okresy, lateinisch processus) und dazu dem Bezirk Kleinhont. Nachdem 1802 Kleinhont abgespalten wurde, teilte man das Komitat neu in vier Stuhlbezirke auf.
Das Komitat bestand im frühen 20. Jahrhundert aus folgenden Stuhlbezirken (nach dem Namen des Verwaltungssitzes benannt):
| Stuhlbezirke (járások)                                                                               | Stuhlbezirke (járások)  |
| Stuhlbezirk                                                                                          | Verwaltungssitz         |
| --- | ----------------------- |
| Bát                                                                                                  | Bát, heute Bátovce      |
| Ipolynyék                                                                                            | Ipolynyék, heute Vinica |
| Ipolyság                                                                                             | Ipolyság, heute Šahy    |
| Korpona                                                                                              | Korpona, heute Krupina  |
| Szob                                                                                                 | Szob                    |
| Vámosmikola                                                                                          | Vámosmikola             |
| Stadtkreis (törvényhatósági jogú város)                                                              |                         |
| Selmecbánya és Bélabánya, heute Banská Štiavnica und Banská Belá, 1873–1954 zu einer Stadt vereinigt |                         |
| Stadtbezirk (rendezett tanácsú város)                                                                |                         |
| Korpona, heute Krupina                                                                               |                         |

Die Städte Vámosmikola und Szob liegen im heutigen Ungarn.